# Assua Kwasi Sekyim-Kwandoh
Assua Kwasi Sekyim-Kwandoh (gestorben spätestens 2018) ist ein ehemaliger ghanaischer Diplomat.

## Werdegang
Er wurde als Francis Sekyim-Kwandoh geboren und ließ seinen Namen im September 1951 offiziell ändern. Zu dieser Zeit lebte Sekyim-Kwandoh in London und war Student der Naturwissenschaften. Im Jahr 1966 arbeitete der Ghanaer in der Gruppe von Abdus Salam für Hochenergie- und Teilchenphysik am International Centre for Theoretical Physics (ICTP).
Am 25. Januar 1979 wurde Sekyim-Kwandoh vom Volkskammerpräsidenten Horst Sindermann empfangen und zum Außerordentlichen und Bevollmächtigten Botschafter der Republik Ghana in der DDR akkreditiert. Das Abschiedsgespräch mit dem Staatsratsvorsitzenden Willi Stoph fand am 25. April 1984 statt, Nachfolger im Amt des ghanaischen Botschafters wurde Kwame Sanaa-Poku Jantuah.